# Jack of Clubs Creek
Jack of Clubs Creek är ett vattendrag i Kanada.   Det ligger i provinsen British Columbia, i den centrala delen av landet, 3 400 km väster om huvudstaden Ottawa.
I omgivningarna runt Jack of Clubs Creek växer i huvudsak barrskog. Trakten runt Jack of Clubs Creek är nära nog obefolkad, med mindre än två invånare per kvadratkilometer.